# 簡森·路易斯
簡森‧D‧路易斯（Jensen D. Lewis、1984年5月16日—）是一位美國職棒大聯盟後援投手，曾經為克里夫蘭印地安人效力。出身俄亥俄州辛辛那提的他，早在2002年高中畢業時，即已於當年業餘球員選秀第33輪被印地安人選中，但他決定就讀范德堡大學(Vanderbilt University)，並未簽約。直到大四那年參加2005年選秀，被印地安人以第三輪選上，才正式加入職棒。 （页面存档备份，存于）小聯盟前兩個球季都是作為先發投手培養的，2006年已由高階1A升上2A；2007年起轉任後援投手，在2A艾克隆航空隊和3A水牛城野牛隊總共出賽34場，拿下3勝0敗，防禦率1.73的成績，主投52局只被打32支安打，送出61次三振。
Lewis在後援出賽的穩定表現，也為自己贏得了參與季後賽的機會；在分區系列戰和美聯冠軍戰，他都是印地安人隊相當倚重的後援投手。
2015年，在他退休五年後，獲福斯運動(Fox Sport)聘請為旗下的棒球分析師，並常為老東家印地安人隊指導新秀們。

## 外部連結
- 大聯盟官網球員資料 （页面存档备份，存于）
- Baseball Cube球員資料 （页面存档备份，存于）